# Peredovaya
Peredovaya (del ruso: Передовая) es una stanitsa del raión de Otrádnaya del krai de Krasnodar, en Rusia. Está situada en un área premontañosa y boscosa de las vertientes septentrionales del Cáucaso Norte, en la orilla derecha del río Urup, junto a la frontera de la república de Karacháyevo-Cherkesia, 31 km al sur de Otrádnaya y 223 km al sureste de Krasnodar, la capital del krai. Tenía 3 922 habitantes en 2010
Es cabeza del municipio Peredovskoye, al que pertenecen asimismo Baibaris e Ilich.

## Historia
La localidad fue fundada en 1858 por emigrantes procedentes de las gubernias de Kursk y Oriol, así como cosacos del Don. Pertenecía al otdel de Batalpashinskaya del óblast de Kubán. Hacia 1875 contaba con 2 178 habitantes y existía una escuela. En 1916 eran 7 899 los habitantes. Tras la revolución de octubre de 1917, en 1929 se creó el koljós Peredovik en el marco de la colectivización de la tierra.

## Economía
La economía del municipio se centra en la agricultura (carne, MPK Vasiurinski miasokombinat, leche, ChP Takmazian, miel) los servicios públicos y el comercio. En el municipio hay yacimientos de yeso. Existen proyectos para la creación de una estación balnearia y la promoción del turismo.